# Oskolská přehrada
Oskolská přehrada (ukrajinsky Оскільське водосховище) je přehradní nádrž na území Charkovské a Doněcké oblasti na Ukrajině. Přehradní jezero má rozlohu 130 km². Je 125 km dlouhé a maximálně 4 km široké. Průměrná hloubka je 4 m. Má objem 0,48 km³.

## Vodní režim
Přehradní jezero na řece Oskol (povodí Severního Doňce) bylo naplněno v roce 1958. Zdroj vody je převážně tající sníh. Reguluje dlouhodobé kolísání průtoku.

## Využití
Přehrada byla vytvořena jako součást kanálu Severní Doněc – Donbas za účelem zlepšení zásobování vodou, zavlažování a energetiky. Je zde rozvinuté rybářství (candáti, kapři, cejni, štiky, sumci).
Během ruské invaze na Ukrajinu v roce 2022 byla zdůrazněna strategická důležitost přehrady a odpálení hráze bylo zmíněno jako jedna z možností, jak zpomalit ruský postup v Donbase.

## Zničení přehrady
Na konci září 2022 po ruském ostřelování došlo ke zničení hráze. Hladina vody klesla na kritickou úroveň, došlo k masivnímu úbytku vodních živočichů.